# Випперфюрт
Випперфюрт (нем. Wipperfürth) — город в Федеративной Республике Германия, в земле Северный Рейн-Вестфалия. Входит в район Обербергиш административного округа Кёльн и является старейшим городом Бергишес-Ланд.

## География
Випперфюрт расположен примерно в 40 км к северо-востоку от Кёльна на реке Вуппер, называемой здесь Виппер. Випперфюрт граничит с коммунами и городами Линдлар, Кюртен, Вермельскирхен, Хюккесваген, Радеформвальд, Хальвер, Кирспе и Мариенхайде.
Кроме собственно городской территории в состав городской территории входят семь районов: Агатаберг, Эген, Хеммерн, Кройцберг, Оль, Тир и Випперфельд. На их территории располагается 226 населённых пунктов сельского типа.Общая площадь территории составляет 118 км².
- Обзорная карта Випперфюрта
- Карта собственно города
- Карта городских районов
- Количество жителей города по его районам

## История

### 1131 год — XIV век
Самое старое письменное упоминание о населённом пункте датируется 1131 годом. В Зигбургской книге чудес это место упоминается как оппид (= «город»). Орфография первого упоминания: Веперфорте (Weperevorthe). Между 1217 и 1222 годами Випперфюрт получил привилегии (освобождение от налогов) от архиепископа Кёльна Энгельберта I, а после 1225 года права города от Генриха фон Лимбурга, графа фон Берга. Это делает Випперфюрт старейшим городом Бергишес-Ланд. На городском гербе 1267 года изображена церковь в зубчатой стене. Он основан на большой городской печати, впервые появившейся в документе 1267 года, где есть надпись: «Печать: БУРГЕНСИУМ: ГОРОД: В: ВИППЕРВУРДЕ» (S(igillum):BURGENSIUM: OPIDI:IN:WIPPERVURDE). Управление городом было отрегулировано в 1283 году графом Адольфом V. В Випперфюрте был свой городской суд, консультации проходили в городском суде Зигбурга. Согласно административному разделу в графстве Берг, Випперфюрт-Ланд находился в ведении администрации Штайнбаха, который также был резиденцией суда для приходов за пределами города. Город Випперфюрт платил налоги через контору Штайнбаха до 1770 года.
Ещё в 1275 году король Германии Рудольф Габсбургский разрешил графу перенести свой монетный двор из Вильдберга в Випперфюрт. С тех пор здесь чеканили пфенниги по образцу Кёльна. С привилегией императора Людвига Баварского первая чеканка грошей в Германии началась в Випперфюрте в 1328 году.
Самыми старыми постройками города являются трёхнефная романская приходская церковь Святого Николая (ок. 1140 г.) и рыночный фонтан 1331 г., получивший свой нынешний вид в эпоху Возрождения.

### Членство в Ганзейском союзе
С XIV века город был членом Ганзейского союза. Местные купцы зарегистрированы в Стокгольме, Дерпте, Мальмё, Новгороде, Ревеле и Любеке.
В 1404 году Випперфюрт был осажден и занят жителями Кёльна, а дома города были подожжены со стороны бывшего замка Кракенбург. Городская стена (нынешний Клостерберг) также начиналась в Кракенбурге, проходила  мимо Шютценграбена до Кёльнер-Тор, продолжалась до Мальтор, отсюда в восточном направлении между Оберграбеном и приходской церковью, затем снова в южном направлении до Аттендорнер Тор. Оттуда обратно к монастырской стене. Остатки этой городской стены сохранились на Клостерберге и на стыке Унтере-штрассе и Хохштрассе (угол Эллера).
Развитию города мешали многочисленные городские пожары: 1333, 1352, 1368, 1383, 1404, 1412, 1465 гг. (в Агатаберге в 1511, 1585, 1795 гг.).

### 1806–1918
В 1806 году герцогство Берг было уступлено Наполеону баварским королем Максимилианом I. Во время правления его зятя Иоахима Мюрата возникло Великое герцогство Берг, а в 1808 году Випперфюрт стал столицей кантона в округе Эльберфельд Рейнского департамента.
В 1815 году Венский конгресс принял решение о присоединении Рейнской области к Пруссии. Никаких изменений в отношении муниципальных и городских границ не произошло. С тех пор Випперфюрт, как уездный город района Випперфюрт, принадлежал административному округу Кельн, а с 1822 года - Рейнской провинции. Районными администраторами нового района были Фридрих Вильгельм Шумахер (1816–1845), Юлиус Витхаус (1845–1852) и Клеменс Мерсманн (1852–1855). Между муниципалитетом Линдлар и городом Випперфюрт возник спор о том, где должна располагаться резиденция нового района. Только в 1896 году этот спор был окончательно урегулирован министром.
22 ноября 1876 года в Випперфюрте появилось первое железнодорожное сообщение: Виппертальбан проходил от Леннепа через Хюккесваген до Випперфюрта. В 1902 году эта линия была продолжена до Мариенхайде. Первое почтовое сообщение в Випперфюрте было установлено в 1899 году до Линдлара.
В 1908 году снова возникли разногласия с муниципалитетом Линдлара по поводу создания зимней школы. Муниципальный совет Линдлара придерживался мнения, что о Випперфюрте как о месте не может быть и речи, потому что «Випперфюрт находится на окраине района». В 1909 году районный администратор Випперфюрта попытался построить зимнюю школу в Випперфюрте, но все муниципальные советы Линдлара в знак протеста подали в отставку. В конце концов школа была построена в Линдларе.
30 июня 1910 года было открыто железнодорожное сообщение с Вуппертальской железной дорогой. Это было соединение региона Марк с Фольметалбаном (Volmetalbahn). Первоначально эта линия должна была быть продолжена в сторону Рейна до Бергиш-Гладбаха, но план так и не был реализован. Перед Первой мировой войной в качестве альтернативы планировалось продолжение железной дороги Кёльн-Мюльхайм-Линдлар до Випперфюрта. Из-за войны и эта железная дорога не была построена.

### 1919—1945
5 марта 1923 года Випперфюрт был занят французскими драгунами. Районными администраторами в районе Випперфюрт тогда были Эдуард Вессель (1919–1924) и Лео Хуттроп (1924–1932). 1 октября 1932 года районы Випперфюрт и Мюльхайм-на-Рейне были объединены в «Бергишер» и, наконец, в район Рейниш-Бергиш со штаб-квартирой в Мюльхайме. Первым районным администратором (1932-1933) стал Матиас Эберхард.
В 1927 году от планов строительства железнодорожной линии Випперфюрт-Линдлар отказались в пользу линии Випперфюрт-Бергиш-Гладбах.

### Конец Второй Мировой войны
С октября 1944 г. в связи с приближением союзных войск были созданы так называемые «фольксштурмкомпании». С 16 февраля 1945 г. по 26 марта 1945 г. Випперфюрт также подвергался авианалётам, один из которых был особенно разрушительным: 22 марта 1945 г. авиабомба уничтожила ратушу на рыночной площади и соседний отель.
В апреле 1945 года немецкие войска разрушили мост Олер, чтобы остановить наступление союзников. Районный лидер НСДАП Альдинген из Бергиш-Гладбаха приказал мэру Випперфюрта и лидеру местной группы НСДАП Ханкоу взорвать все плотины вокруг Випперфюрта. Но команда не была выполнена.
13 апреля 1945 года американцы из Эгерполя и Доргауля двинулись на Випперфюрт. 7 мая 1945 года мэр Карл Граф, отстранённый от должности национал-социалистами в 1933 году, был восстановлен в должности.

### После 1945 года
Со строительством пяти деревянных бараков на сортировочной станции Випперфюрт после Второй мировой войны был создан транзитный лагерь для беженцев из бывших восточногерманских территорий (Восточной Пруссии и территорий, отошедших к Польше и Литве). В 1946 году ежедневно прибывало от 1000 до 1800 беженцев. План властей предусматривал пребывание не более 24 часов на человека, и поэтому было обеспечено только простое оборудование с точки зрения отопления, санитарных помещений и освещения. Однако из-за огромного наплыва беженцев проходили месяцы проживания. В 1951 и 1952 годах лагерь был отремонтирован, заменены соломенные кровати и построены соответствующие санитарно-бытовые помещения. Только в 1960 году использование бараков в качестве пересыльного лагеря прекратилось.
В 1955 году снова планировалось перенести сельскохозяйственную школу, основанную в Линдларе в 1910 году, в Випперфюрт. Но и это поначалу не удалось; только в 1971 году школа переехала в Випперфюрт. В 1962 году в Випперфюрте была открыта коммерческая школа. Ассоциация профессионально-технических училищ с городом Випперфюрт, отделениями в Энгельскирхене и Кюртене и общинами Линдлар и Клюппельберг была распущена в 1975 году. Профессиональное училище было передано району Обербергиш, который незадолго до этого был образован в рамках региональной реформы.
В ходе муниципальной реорганизации, вступившей в силу 1 января 1975 г., бывший город Випперфюрт был объединен со значительными частями общин Клюппельберг и Випперфельд, чтобы образовать новый город Випперфюрт (§ 12, абз. 1 Кёльнского закона) и недавно утверждённый район Обербергиш (§ 25 Abs. 1 и 2 Кёльнского закона).
С 19 марта 2012 г. Випперфюрту разрешено использовать официальную приставку «Ганзейский город».

## Население
Население Випперфюрта по данным на 31 марта 2022 года насчитывало 21 016 человек. По статистическим данным 2006 года около 1800 человек были иностранцами (около 7,6%). Самые большие группы составляли турецкие (около 600) и итальянские граждане (около 400). Из примерно 7000 работников, подлежащих обязательному страхованию, 45,7% были заняты в сфере услуг, 53,6% в обрабатывающей промышленности и 0,7% в сельском хозяйстве. Уровень безработицы по данным агентства по трудоустройству Випперфюрта (Випперфюрт, Хюккесваген и Радеформвальд) в марте 2006 года составлял 10,5%.

### Развитие населения
| \| Год \| Количество жителей \| \| ------- \| ------------------ \| \| 1950[6] \| 17594 \| \| 1961[6] \| 20239 \| \| 1970[6] \| 21138 \| \| 1987 \| 20373 \| \| 1999 \| 22918 \| \| 2000 \| 23095 \| \| 2006 \| 24062 \| \| 2017 \| 21202 \| \| 2020 \| 20875 \| \| 2021 \| 20879 \| \| 2022 \| 21016 \| |                    |
| Год | Количество жителей |
| 1950 | 17594              |
| 1961 | 20239              |
| 1970 | 21138              |
| 1987 | 20373              |
| 1999 | 22918              |
| 2000 | 23095              |
| 2006 | 24062              |
| 2017 | 21202              |
| 2020 | 20875              |
| 2021 | 20879              |
| 2022 | 21016              |

### Религиозные конфессии

#### Католицизм
Согласно данным Кёльнской архиепископии 2008 года, в Випперфюрте проживало 12 937 католиков. Тогда это соответствовало доле населения около 55 процентов. По данным на начало 2023 года в городе насчитывается 11200 католиков, сокращение численности католиков за 15 лет составило 1737 человек.

#### Протестантизм
Первая евангелическая община здесь существовала с начала XVII века. В 1610 году она получила молельню в городской ратуше. После того, как город был взят испанцами в 1622 году, протестантам было запрещено совершать богослужения. Поэтому они ушли в пригородные поселения Классвиппер (Klaswipper) и Рёнзаль (Rönsahl). Только в 1788 году лютеране в Випперфюрте получили от правительства право исповедовать свою религию. За этим последовало основание независимой от Класвиппера церковной общины. В 1793 году на рыночной площади была открыта отдельная церковь, которая, однако, была уничтожена большим городским пожаром в 1795 году. Затем последовал ещё один уход в Класвиппер, где в 1837 году была открыта построенная там церковь в классическом стиле. Только в 1877 году в центре городе была открыта сегодняшняя церковь на рыночной площади. В 1891 году община Випперфюрта стала независимой от общины в Класвиппере. Сегодня евангелический приход в Випперфюрте насчитывает около 3200 членов. В Класвиппере также существует самостоятельный приход.

#### Православие
В 2022-2023 годы в Випперфюрт из Украины прибыло около тысячи беженцев, из них 120 школьников учатся в учебных заведениях города. Большинство из новых жителей города являются православными.

#### Ислам
В городе находится "Турецко-исламская культурная община" и действует небольшая мечеть.

#### Буддизм
В 2000 году в городе открыт буддийский храм Дайсейон-дзи, относящийся к одной из ветвей буддизма в Японии. Он является единственным в Германии.

## Политика

### Городской совет
Местные выборы приводили к следующему распределению мест в городском совете между политическими партиями:
| Партии | ХДС | СДПГ | Местные независимые (UWG) | ЗЕЛЁНЫЕ | ЛИБЕРАЛЫ | ЛЕВЫЕ | Общая сумма |
| 2020   | 17  | 8    | 4                         | 7       | 2        | –     | 38          |
| 2014   | 17  | 8    | 4                         | 3       | 1        | 1     | 34          |
| 2009   | 17  | 8    | 5                         | 3       | 3        | –     | 36          |
| 2004   | 19  | 8    | 4                         | 2       | 1        | –     | 34          |

## Экономика
Сталелитейная и текстильная промышленность, производство пластмасс.

### На немецком
- Joseph John, Geschichte der Stadt Wipperfürth, Gummersbach 1842;
- Conrad Schmitz, Geschichte der Stadt Wipperfürth, Wipperfürth 1910;
- Paul Engel, Wipperfürth im Wandel der Zeiten, Wipperfürth 1949;
- Peter Opladen, Das Dekanat Wipperfürth, Siegburg 1955;
- Anneliese Triller/Jörg Füchtner, Das Abschriftenbuch der Stadt Wipperfürth, Essen 1969;
- Frank Berger/Fred Antweiler, Wipperfürth gestern und heute, Remscheid 1984
- Fred Antweiler/Frank Berger, Wipperfürth und seine Kirchdörfer, Bergisch Gladbach 1986.